# District d'Ōchi (Shimane)
Pour l'article sur le district d'Ochi de la préfecture d'Ehime, voir district d'Ochi (Ehime).
Le district d'Ōchi (邑智郡, Ōchi-gun) est un district de la préfecture de Shimane au Japon.
Selon l'estimation du 1er décembre 2011, sa population était de 20 777 habitants pour une superficie de 808,53 km2, donnant ainsi une densité de population de 25,7 hab./km2.

## Municipalités du district
- Kawamoto
- Misato
- Ōnan